# Dorothea Flock
Dorothea Flock, död 1630, var en tysk kvinna som avrättades för häxeri. Hon tillhörde de mer kända offren för häxprocessen i Bamberg.